# Kendrick Farris
Kendrick James Farris (Shreveport, 2 luglio 1986) è un sollevatore statunitense, che ha rappresentato gli Stati Uniti ai Giochi olimpici di Rio de Janeiro 2016 nella categoria fino a 94 kg.

## Palmarès
- Universiadi

Kazan 2013: argento nella categoria fino a 94 kg